# Escuela Nacional de Sanidad
La Escuela Nacional de Sanidad (ENS) es una institución pública española dedicada a la formación de profesionales en Salud Pública y Administración Sanitaria. Fundada en 1924 bajo el auspicio de la Sociedad de Naciones y la Fundación Rockefeller, es la institución más antigua de este tipo del país y actualmente se encuentra integrada dentro del Instituto de Salud Carlos III.
Es el centro técnico del Ministerio de Sanidad con el propósito de contribuir al desarrollo y mejora del Sistema Nacional de Salud a través de programas de formación e investigación en el campo de la Salud Pública y Política y Gestión en Servicios Sanitarios. Por Ley, el objetivo del Instituto de Salud Carlos III y la ENS es el de servir como institución técnica y científica responsable de la formación e investigación en Salud Pública y Administración de Servicios Sanitarios, ofreciendo servicios científicos y técnicos dirigidos al Sistema Nacional de Salud y al conjunto de la sociedad.
La principal actividad de la Escuela Nacional de Sanidad es la formación de posgrado en materia de Salud Pública y Administración Sanitaria, entre los que destaca el máster de Salud Pública - Curso de Oficial Sanitario (1932) que cursan los médicos internos residentes de Medicina preventiva y salud pública de primer año y el máster Universitario de Administración Sanitaria, ofertado junto con la UNED. Actualmente forma parte, en colaboración con la UNED, del Instituto Mixto de Investigación “Escuela Nacional de Sanidad” (IMIENS).

## Historia
A lo largo de las primeras décadas del siglo XX, se sucedieron en España peticiones para que, de forma urgente, se pudiera garantizar una formación en materia de Administración sanitaria, sobre todo para aquellos profesionales responsables en materias relacionadas con la higiene y la salud pública. En parte, esa necesidad de formación venía justificada por la escasa formación recibida durante los estudios universitarios de medicina en estas disciplinas.

Este proyecto tuvo el apoyo del Comité de Higiene de la Sociedad de Naciones para promover la creación de centros de formación en Salud Pública. En 1922 el Reino de España y la Fundación Rockefeller firmaron un convenio de colaboración que financiaría la creación de esta institución, siguiendo el modelo de Universidad Johns Hopkins y su School of Hygiene and Public Health (hoy Johns Hopkins Bloomberg School of Public Health), en la que se formarían algunos de los docentes de la futura Escuela por medio de becas de la Fundación. 

La Escuela Nacional de Sanidad fue creada formalmente por medio de Real Decreto el 9 de diciembre de 1924, proveyendo a la institución de la participación del Hospital del Rey de Infecciosos, en donde los alumnos se formarían en enfermedades infecciosas y procedimientos de profilaxis, y el Instituto Alfonso XIII, que disponía de laboratorios para la enseñanza de microbiología, serología, desinfección y las materias correspondientes a la física y química de la higiene.

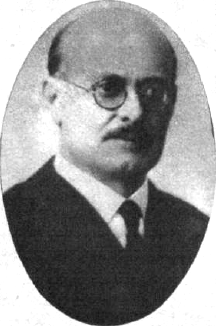
Gustavo Pittaluga, primer director de la Escuela Nacional de Sanidad

En 1930, Gustavo Pittaluga es nombrado primer director de la Escuela, convirtiéndose en uno de los principales impulsores de ella durante su comienzo. Tras la instauración de la II República, la Escuela se integra en el Instituto Nacional de Sanidad en 1934, "conservando la función fundamentalmente de formación, preparación y educación" del personal técnico sanitario.
La guerra civil española causa la destrucción física del Instituto Nacional de Sanidad. Tras la victoria del bando franquista, se produce la ‘depuración’ de numerosos profesores de la institución.
Durante la dictadura franquista se le asignaron las funciones de vigilancia epidemiológica de todo el Estado, la investigación científica en lo relativo a la Salud pública y la formación de posgrado como oficiales, inspectores e instructores sanitarios del personal médico, farmacéutico y auxiliar del Estado, en colaboración con las universidades y colegios profesionales.
En el año 1943, la Escuela Nacional de Sanidad se instala en el Pabellón n.º 1 de la Facultad de Medicina de la Universidad de Madrid (hoy Universidad Complutense de Madrid), transformándose en órgano universitario. Allí se ubicaría hasta su traslado en 1987, cuando se incorpora al recién creado Instituto de Salud Carlos III. Desde entonces la Escuela se localiza en la calle Sinesio Delgado, en las antiguas dependencias del Hospital del Rey y de la Escuela Nacional de Instructoras Sanitarias.
Varias instituciones han dependido de la Escuela Nacional de Sanidad y se han fusionado con ella durante su historia: las Escuelas Nacionales de Puericultura e Instructoras Sanitarias en 1944 y, ya en Democracia, en 1981, se le adscribiría también la Escuela de Gerencia Hospitalaria. Esta institución docente creada en 1970 bajo la denominación de Escuela de Dirección y Administración Hospitalaria, dependiente del Ministerio de Sanidad, era la encargada de formar y expedir el título de dirección de instituciones sanitarias requerido para desempeñar dichas funciones en España.
El 29 de junio de 2018, la directora de la Escuela Nacional de Sanidad, Pilar Aparicio Azcárraga, es nombrada directora general de Salud Pública del Ministerio de Sanidad, Consumo y Bienestar Social.

## Misión y funciones
La misión de la ENS está organizada en tres distintas áreas de actividad: Formación, Investigación y Asesoría técnica y científica. Además, la ENS se utiliza como foro de debate en el que profesionales de la salud pública puedan intercambiar y debatir las tendencias relacionadas con las áreas de conocimiento de la salud pública. Entre sus funciones destacan las siguientes:
- Formación especializada en Salud Pública y en sus áreas de conocimiento: administración sanitaria, epidemiología y bioestadística, promoción y protección de la salud, salud ambiental, medicina preventiva y ciencias sociales aplicadas a la Salud Pública.
- Formación de médicos internos residentes (MIR) de la especialidad de medicina preventiva y salud pública.
- La formación continuada y permanente del personal de los Cuerpos superiores y medios al servicio de las Administraciones sanitarias de Estado.
- Organizar y desarrollar cursos generales o especializados de Salud Pública en virtud de convenios nacionales o internacionales que resulten de interés para el desarrollo de la política sanitaria.
- Cooperar con organismos, instituciones y asociaciones públicas y privadas en la realización de actividades relacionadas con la formación en la administración sanitaria.
- Expedir diplomas, certificados o documentos acreditativos de los estudios realizados y de la capacitación obtenida.
- Elaboración y definición de programas docentes y protocolos de formación bajo criterios de calidad, en materia sanitaria y de salud pública, en colaboración con cualquier institución pública o privada al amparo de los acuerdos de cooperación y convenios suscritos.
- Cuantas acciones y estudios en materia de su competencia sean precisos como apoyo al Sistema Nacional de Salud.[5]

## Instalaciones
Las instalaciones actuales se encuentran en los Pabellones número 7 y 8 del Campus de Chamartín del Instituto de Salud Carlos III. Dentro del edificio se integra también la Biblioteca Nacional de Ciencias de la Salud y su departamento asociado de Documentación Científica Sanitaria, fundada en 1996 y declarada como Centro Estratégico de Publicaciones de la Organización Panamericana de la Salud.

## Estructura
- Dirección: Iñaki Imaz Iglesia
- Jefatura de Estudios: Miguel Ángel Royo Bordonada
- Área de Planificación y Economía de la Salud: José María Muñoz y Ramón
- Área de Programas de Salud: Gregorio Barrio Anta
- Área de Salud Internacional: Israel Cruz Mata
- Área de Cambio Climático y Salud: Julio Díaz Jiménez

## Directores de la ENS
- 1930-1936: Gustavo Pittaluga
- 1940-1965: Gerardo Clavero del Campo
- 1965-1966: Rodrigo Varo Uranga
- 1967-1970: Valentín Matilla y Gómez
- 1970-1977: Primitivo de la Quintana López
- 1981-1986: Fernando Ruiz-Falcó López
- 1989-1991: Fernando Lamata
- 1991-1994: José Manuel Freire Campo
- 1995-2000: José María Martín Moreno
- 2001-2002: María José Medrano Albero
- 2004-2011: Juan Fernando Martínez Navarro
- 2012-2014: Luis Guerra Romero
- 2014: Cristóbal Belda Iniesta
- 2015-2018: Pilar Aparicio Azcárraga
- 2018-2019: Antonio Sarría Santamera
- 2024-: Iñaki Imaz Iglesia

## Centros colaboradores
La Escuela Nacional de Sanidad ha participado en diferentes proyectos de aprendizaje en el campo de la salud pública, salud internacional y control de enfermedades transmisibles en colaboración con diversas organizaciones internacionales, como la Organización Mundial de la Salud (OMS), el Centro Europeo para Prevención y Control de Enfermedades Transmisibles (ECDC), la Asociación de Escuelas de Salud Pública (ASPHER) y la Escuela de Salud Pública de la Universidad Johns Hopkins.
En 2013 se puso en marcha el Instituto Mixto de Investigación “Escuela Nacional de Sanidad” (IMIENS) en colaboración con la Universidad Nacional de Educación a Distancia, el cual pretende constituirse como un Instituto Universitario de Investigación con el objetivo de realizar actividades académicas, de investigación y de asesoramiento y consultoría.

## Alumni
- María José Sierra Moros, subdirectora adjunta del Centro de Coordinación de Alertas y Emergencias Sanitarias.
- Elena Andradas Aragonés, directora general de Salud Pública del Gobierno de la Comunidad de Madrid.
- Pilar Guijarro Gonzalo, directora general de Salud Pública de la Junta de Extremadura.
- Carmen Cabezas Peña, Secretaría de Salud Pública de la Generalidad de Cataluña
- Carlos Jesús Moreno Sánchez, director general de Ordenación Profesional del Ministerio de Sanidad
- Emilia Sánchez Chamorro, directora de Planificación, Investigación y Formación de la Consejería de Sanidad de la Comunidad de Madrid
- José María Martín Moreno, director de la ENS (1995-2000), director general de Salud Pública del Ministerio de Sanidad (2002 - 2004), director de Gestión de Programas de la OMS/Europa (2010-2012) y catedrático de Salud Pública de la Universidad de Valencia (desde 2004)
- María Mercedes Vinuesa Sebastián, directora general de Salud pública, Calidad e Innovación del Ministerio de Sanidad (2012 - 2014)
- Modoaldo Garrido Martin, director gerente del Hospital Universitario Fundación Alcorcón
- Yolanda Fuentes Rodríguez, directora general de Salud Pública de la Consejería de Sanidad de la Comunidad de Madrid, miembro del Comité Científico y el Comité interministerial para la gestión del Ébola en España
- Miguel Ángel Ortiz de Valdivielso, Director Gerente en Hospital Universitario de Burgos
- Víctor Manuel Madera Núñez, Consejero Delegado del Grupo Quirónsalud
- Rafael López Iglesias, Director Gerente del Sacyl (Sanidad de Castilla y León)
- Abelardo Román Rojo. Director del Instituto Nacional de Silicosis (1986-1990), Gerente de Business Consulting, Andersen MBS y Cía, S.R.C. (1997 - 2002), Gerente del Hospital Universitario Central de Asturias (2002 - 2007).miembro del Comité Asesor de Sanidad del Gobierno del Principado de Asturias (2013 - 2019).